# Johann Christoph Winters

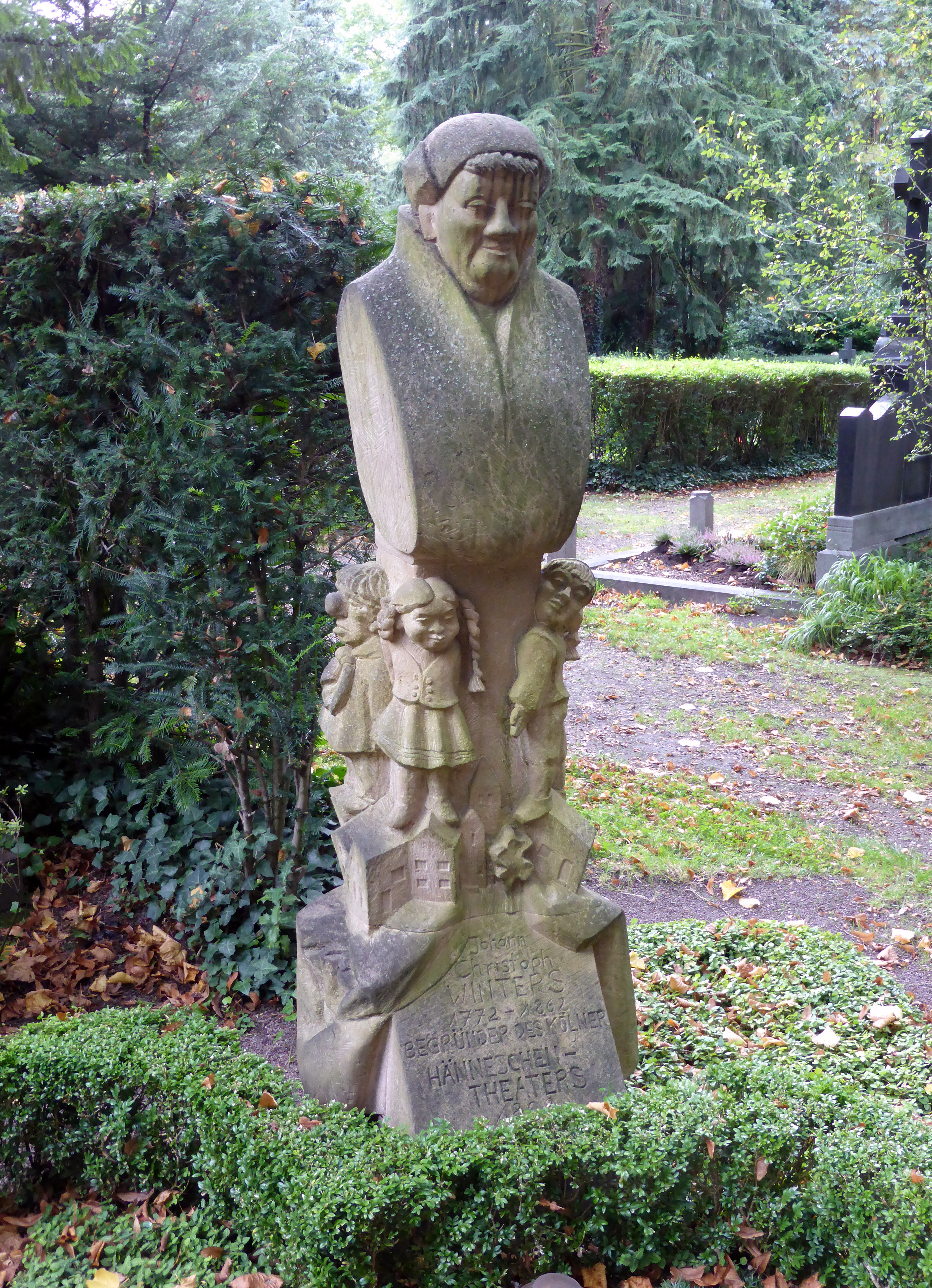
Gedenkmal für Winters von Stefan Kaiser (2002) auf dem Kölner Melaten-Friedhof

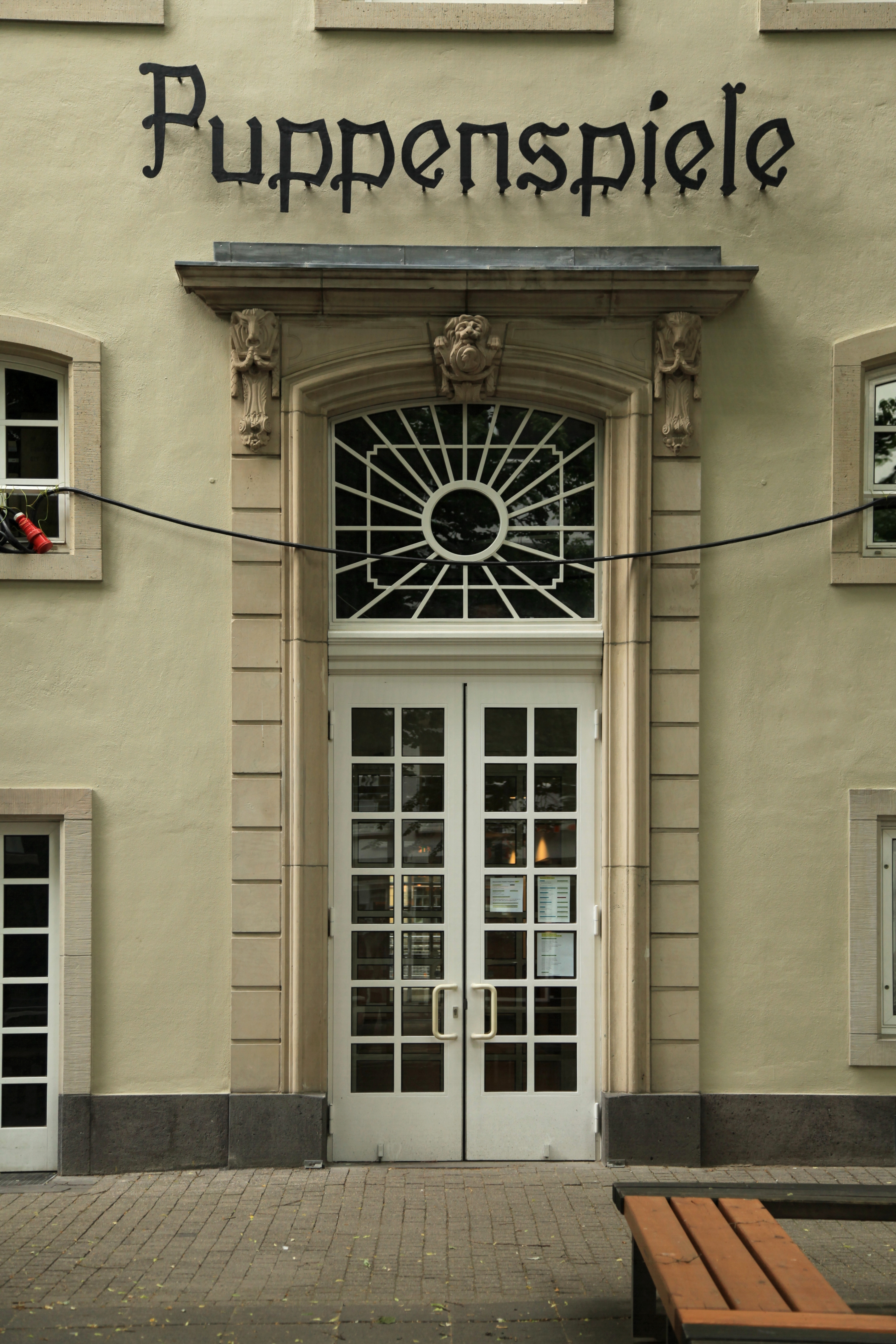
Kölner Hänneschen-Theater am Eisenmarkt, Köln

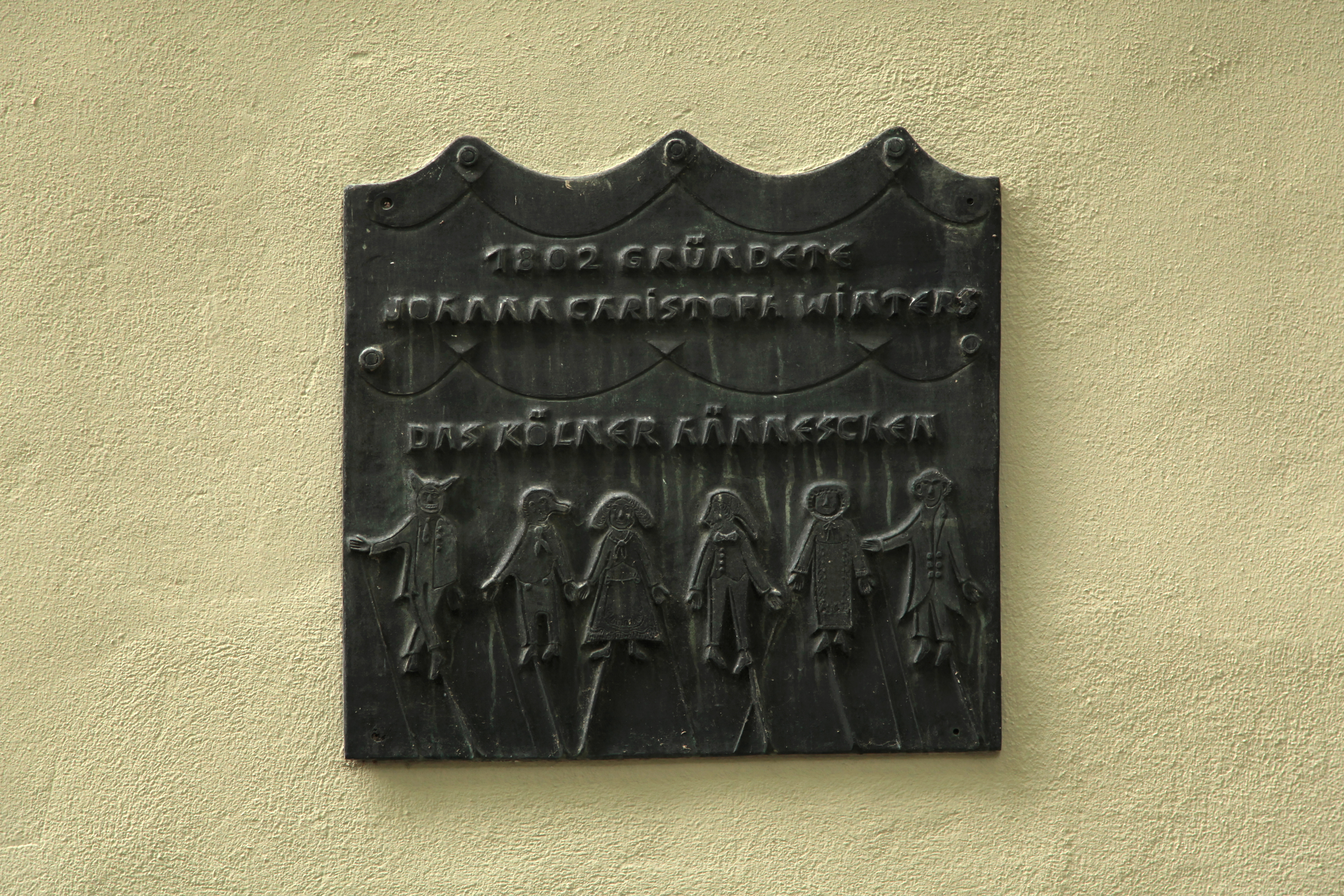
Gedenktafel von 1954 für den Gründer des Hänneschen-Theaters am Eisenmarkt, Köln

Johann Christoph Winters (* 23. November 1772 in Bonn; † 5. August 1862 in Köln) war der Begründer des Kölner Hänneschen-Theaters.

## Leben
Johann Christoph Winters erlernte in Bonn das Schneiderhandwerk und erhielt am 24. Juli 1798 den Gesellenbrief. Seine Wanderjahre als Schneidergeselle führten ihn nach Antwerpen, wo er das flämische Puppenspiel kennenlernte. Um die Jahrhundertwende kam er nach Köln. Dort heiratete er am 22. Juni 1800 Elisabeth Thierry („Lisette“ genannt), die Tochter eines Kölner Kaufmanns. In Köln sesshaft geworden, finanzierte Johann Christoph Winters seinen Lebensunterhalt in den Sommermonaten mit Maler- und Anstreicherarbeiten. In den Wintermonaten versuchte sich Winters am Puppenspiel für kleine Kinder.
1803 beantragte Winters beim Kölner Maire (Oberbürgermeister) Johann Jakob von Wittgenstein die Erlaubnis, „ein Krippenspiel für kleine Kinder anzustellen“. Er hoffte so „wegen Abgang anderen Verdienstes hiermit auf redliche Art sein Brot zu gewinnen“ und berief sich dabei auf eine Vorjahresgenehmigung. Folglich wird die Gründung des Hänneschen-Theaters auf das Jahr 1802 datiert. Da die Konzession nur für einen Winter gewährt wurde, stellte Winters jeden Winter erneut einen Antrag auf Spielgenehmigung.

„... habe ich ein schönes eingerichtetes Bobbenspiel, welches allen Menschen wohl gefällt, weil ich auf keine einzige verführerische Art, kein Mensch mit meinem Spiel, beleidige, weil ich vor alle unartige anständt besorget bin, denn mein Spielhaus ist wohl mit Licht versehen und auch zwei aufmerksamen Männern, welche gute Subordination beibehalten. Dieses Spiel ist eine gute Erfindung für mich, weil ich in dem betrübeten Winter meine Frau samet der drey Kinderen nothdürftig ernähren kann. Übrig ist davon nichts, da der Eingang nur ein Stüber ist.“

Das erste feste Haus als Spielstätte für sein Stockpuppentheater bezog er 1804 in der Mauthgasse in der Kölner Altstadt. In den folgenden Jahren wechselten die Spielstätten häufig, vornehmlich zwischen Pferdeställen und Lagerräumen, blieben jedoch stets im Bereich der Kölner Altstadt und wurden nie zur Wanderbühne.
Winters hatte trotz häufig wechselnder Spielstätten von Anfang an Erfolg. In den 1820er Jahren wurden Stücke wie Die Wahl oder der neue Bürgermeister, Die Kunst, alte Weiber jung zu machen, Der Rülbs oder der betrunkene Bauer, Die Belagerung der Marienburg oder Der Jud im Weinfass aufgeführt. Er griff mit seinem Spiel die tagesaktuellen Ereignisse mit parodierendem Spott nach dem Motto „Wat morgens passeet kütt ovends op et Tapeet“ auf. Mit wachsender Beliebtheit des Theaters wuchs auch die Akzeptanz in den Kreisen des Kölner Bildungsbürgertums; so haben der Kunstsammler Matthias Joseph de Noël und der Universitätsdirektor Ferdinand Franz Wallraf auch Stücke für das Theater geschrieben.
Winters schuf für seine Geschichten zahlreiche Figuren, wobei Tünnes und Schäl heute zu den Kölschen Originalen gehören. Während die Figur des Tünnes bereits seit 1803 zum Ensemble des Theaters gehört, ist die Figur des Schäl erst seit den 1850er Jahren Teil des Hänneschen-Theaters. Die Figur des Schäl ist wohl als Persiflage auf den innerstädtischen Puppenspielkonkurrenten von der Schäl Sick Franz Andreas Millewitsch entstanden, der 1843 in Deutz ebenfalls ein Puppentheater eröffnet hatte. Trotz der abweichenden Schreibweise handelt es sich bei diesem um einen direkten Vorfahren des bekannten Volksschauspielers Willy Millowitsch. Das Hänneschen, das zunächst nur als Intermezzo-Figur in den Krippenspielen auftrat, gilt heute als Protagonist und Identifikationsfigur des Theaters. Winters und seine Frau spielten die Figuren der Großeltern Besteva und Bestemo selbst. Winters pries selbst das in der Kölner Bevölkerung beliebte Volkstheater als „Kölsches Nationatheater“ an.
Obwohl sich das Hänneschen-Theater in der Kölner Bevölkerung großer Beliebtheit erfreute, lebten Winters und seine Frau in ärmlichen Verhältnissen und nahmen an den jährlichen Armenspeisungen des Bürger-Comitees teil. Johann Christoph Winters starb am 5. August 1862 und wurde in einem Armengrab auf dem Kölner Melaten-Friedhof beerdigt.

## Rezeption

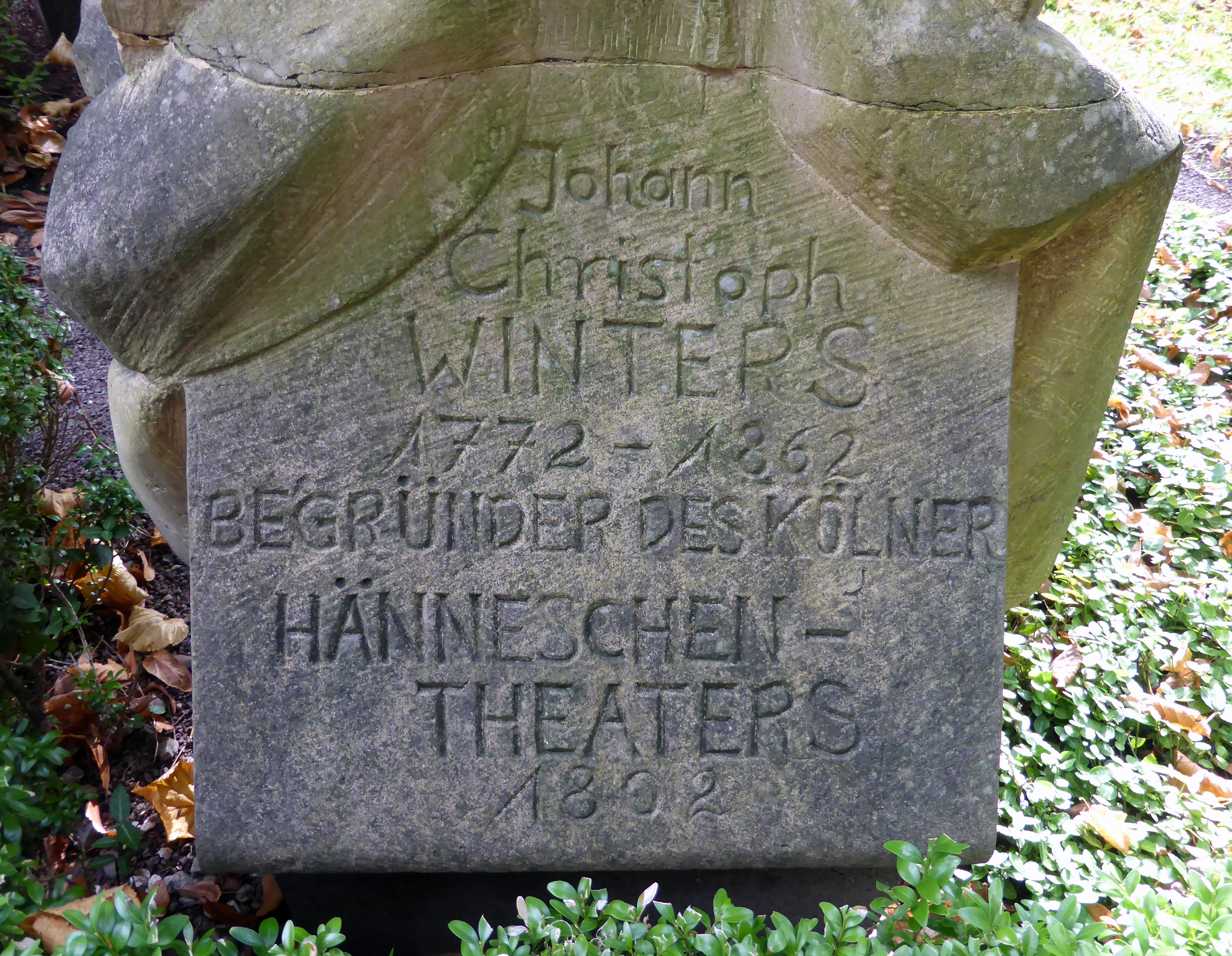
Inschrift des Gedenkmals auf dem Melaten-Friedhof

Im Oktober 1991 wurde der Kölner Schule für Kinder- und Jugendliche mit somatischen und psychischen Erkrankungen der Name Johann-Christoph-Winters-Schule verliehen. 
Auf Initiative des damaligen Direktors Wolfgang Oelsner schuf der Bildhauer Stefan Kaiser anlässlich des 200-jährigen Bestehens des Hänneschen-Theaters im Jahre 2002 ein Gedenkmal Johann Christoph Winters auf dem Kölner Melaten-Friedhof.